# Pizzi (Fußballspieler)
Pizzi (* 6. Oktober 1989 in Bragança; bürgerlich Luis Miguel Afonso Fernandes) ist ein portugiesischer Fußballspieler.

## Karriere

### Im Verein
Pizzi begann seine Karriere bei seinem Heimatverein GD Bragança und absolvierte bereits als Jugendspieler vier Drittligaspiele für den Verein. Im Jahr 2007 unterschrieb er einen Vertrag bei Sporting Braga, wurde jedoch zunächst an den Drittligisten GD Ribeirão und anschließend an den Zweitligisten SC Covilhã ausgeliehen. In der Winterpause der Saison 2009/10 wechselte Pizzi im Rahmen eines weiteren Leihgeschäfts zum portugiesischen Erstligisten FC Paços de Ferreira. Daraufhin kam er am 16. Januar 2010 zu seinem Erstligadebüt. In der Saison 2010/11 verpasste Pizzi als Stammspieler nur drei Ligabegegnungen und schoss sieben Tore, darunter am 8. Mai 2011 einen Hattrick beim 3:3-Unentschieden gegen den FC Porto.
Zur Saison 2011/12 wechselte Pizzi auf Leihbasis zum spanischen Hauptstadtklub Atlético Madrid, konnte sich dort jedoch nicht durchsetzen. Dennoch zog Atlético am Saisonende die vereinbarte Kaufoption in Höhe von 13,5 Millionen Euro. Zur Saison 2012/13 wurde Pizzi vom spanischen Erstligaaufsteiger Deportivo La Coruña ausgeliehen, für den er in der Folge 35 Ligaspiele bestritt und acht Tore schoss. Am Saisonende stieg Deportivo jedoch wieder in die Segunda División ab.
Am 26. Juli 2013 wurde Pizzi für sechs Millionen Euro von Benfica Lissabon unter Vertrag genommen. Er unterschrieb einen Sechsjahresvertrag bis zum 30. Juni 2019 und wurde zur Saison 2013/14 an den spanischen Erstligisten Espanyol Barcelona ausgeliehen. 2022 wurde er zunächst an den Istanbul Başakşehir FK verliehen. Im Anschluss wechselte er zu al-Wahda (Vereinigte Arabische Emirate). Im Januar 2023 schloss sich der Spieler seinem ehemaligen Verein Sporting Braga an.

### In der Nationalmannschaft
Pizzi bestritt einige Spiele für die portugiesische U19- und U21-Auswahl. Im September 2012 wurde er anlässlich zweier WM-Qualifikationsspiele von Nationaltrainer Paulo Bento erstmals in die A-Nationalmannschaft berufen. Sein Debüt erfolgte am 14. November 2012 im Rahmen eines Freundschaftsspiels gegen Gabun, in welchem Pizzi per Elfmeter sogleich sein erstes Länderspieltor gelang.

## Erfolge
In der Nationalmannschaft
- UEFA-Nations-League-Sieger: 2019

Im Verein
- Europa-League-Sieger: 2012
- Portugiesischer Meister (4): 2015, 2016, 2017, 2019
- Portugiesischer Ligapokalsieger (2): 2015, 2016
- Portugiesischer Supercupsieger (4): 2014, 2016, 2017, 2019

Persönliche Auszeichnungen
- Torschützenkönig der Europa League: 2021 (7 Treffer)
- Torschützenkönig der Primeira Liga: 2020 (18 Tore)